# Франжоли, Мария Анисимовна
Мари́я Ани́симовна Франжо́ли (или Франжоли́) урождённая Богуше́вская (25 апреля [6 мая] 1857, Херсон — 26 декабря 1910 [8 января 1911], Вятка) — жена русского революционера, народника, политического ссыльного Тимофея Афанасьевича Франжоли. Добровольно отправилась в ссылку в Вятскую губернию за мужем. Мать актрисы Людмилы Тимофеевны Франжоли и Владимира Тимофеевича Франжоли, редактора газеты «Вятская речь», издаваемой Н. А. Чарушиным.

## Биография

### Юность и замужество
Мария Анисимовна родилась в семье губернского секретаря из Херсона Анисима Фортунатовича Богушевского (Бугушевского) и его жены Надежды Марковны. Различные документы Канцелярии вятского губернатора и Вятского городского полицейского управления называют её также обер-офицерской дочерью и дочерью херсонского титулярного советника. 10 мая 1878 года девушка получила звание учительницы, которое ей выдала Херсонская Мариинская женская гимназия.
Год спустя Мария родила дочь Людмилу, отцом которой стал херсонский пекарь Тимофей Франжоли, работавший в местной пекарне Кешалы по улице Суворовской в доме Подгайца. Венчание молодых состоялось 20 июня 1879 года в Покровско-Богородицкой церкви Херсона. Тимофей Афанасьевич Франжоли состоял под арестом ещё с 31 мая, поэтому полноценной свадьбы у молодых не было. Тимофей был задержан вместе с братом Николаем Франжоли, поскольку оба были на подозрении у полиции в участии в революционной антиправительственной деятельности. Их имена вошли в список лиц, чьё пребывание в Херсонской губернии временным одесским генерал-губернатором Э. И. Тотлебеном было признано пагубным.
Братья Франжоли были сыновьями австрийского подданного Афанасия Франжоли, поэтому они предполагали, что в случае осложнений с властями будут высланы за границу, а не сосланы на восток России, однако в действительности молодые люди не имели при себе иностранных паспортов. В связи с этим в материалах полицейского расследования Мария Анисимовна упоминается как жена «именующего себя австрийским подданным» Тимофея Франжоли. Вскоре после свадьбы Марии и Тимофея братья Франжоли были этапированы в Одессу. В Одессе к арестованным присоединился последний из братьев Франжоли — Дмитрий.

### Ссылка в Вятскую губернию
Когда 4 сентября было отдано распоряжение сослать в Вятскую губернию Тимофея и Дмитрия, Мария приняла решение, подобно жёнам декабристов, отправиться в далёкую северную губернию вслед за мужем вместе с дочерью. В сентябре маленькой Людмиле исполнилось всего четыре месяца. Журнал «Каторга и ссылка» в 1930 году опубликовал письмо Тимофея Франжоли из вятской ссылки в Херсон своему брату Николаю, ожидавшему приговора суда по делу о подкопе под Херсонское казначейство. В нём он рассказывал о невзгодах ссыльного на пути в Вятку:

Из Одессы мы отправились в Москву, где отдохнув 1 ½ суток, мы отправились в г. Ярославль; там, сев на пароход, направились в г. Кострому. Из Костромы на трёх тройках покатили прямо в г. Вятку. Ехали 6 суток день и ночь, и проехали 650 в<ёрст>, нигде не отдыхали и до того измучились, что я опасался за существование Маши и Людмилки. Но, слава Богу, всё обошлось благополучно. Из Вятки мне пришлось отправиться в Котельнич в образе пешего хождения, в обществе христолюбивых воинов; — ну-с, вот и всё наше горемычное странствование.— Письмо Т. А. Франжоли к брату его Н. А. Франжоли

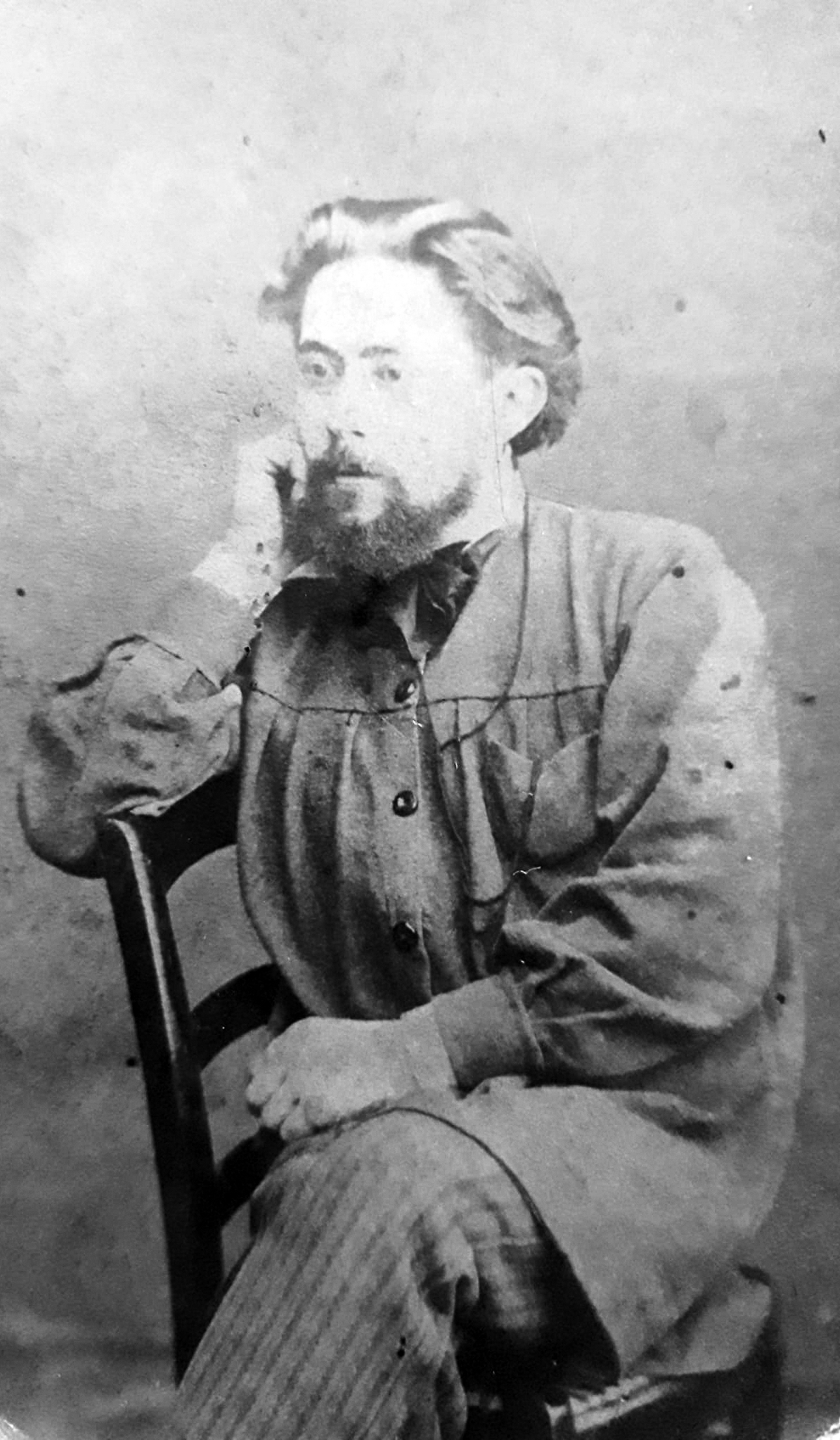
Муж Тимофей Франжоли, Херсон. Фото ок. 1879 г.

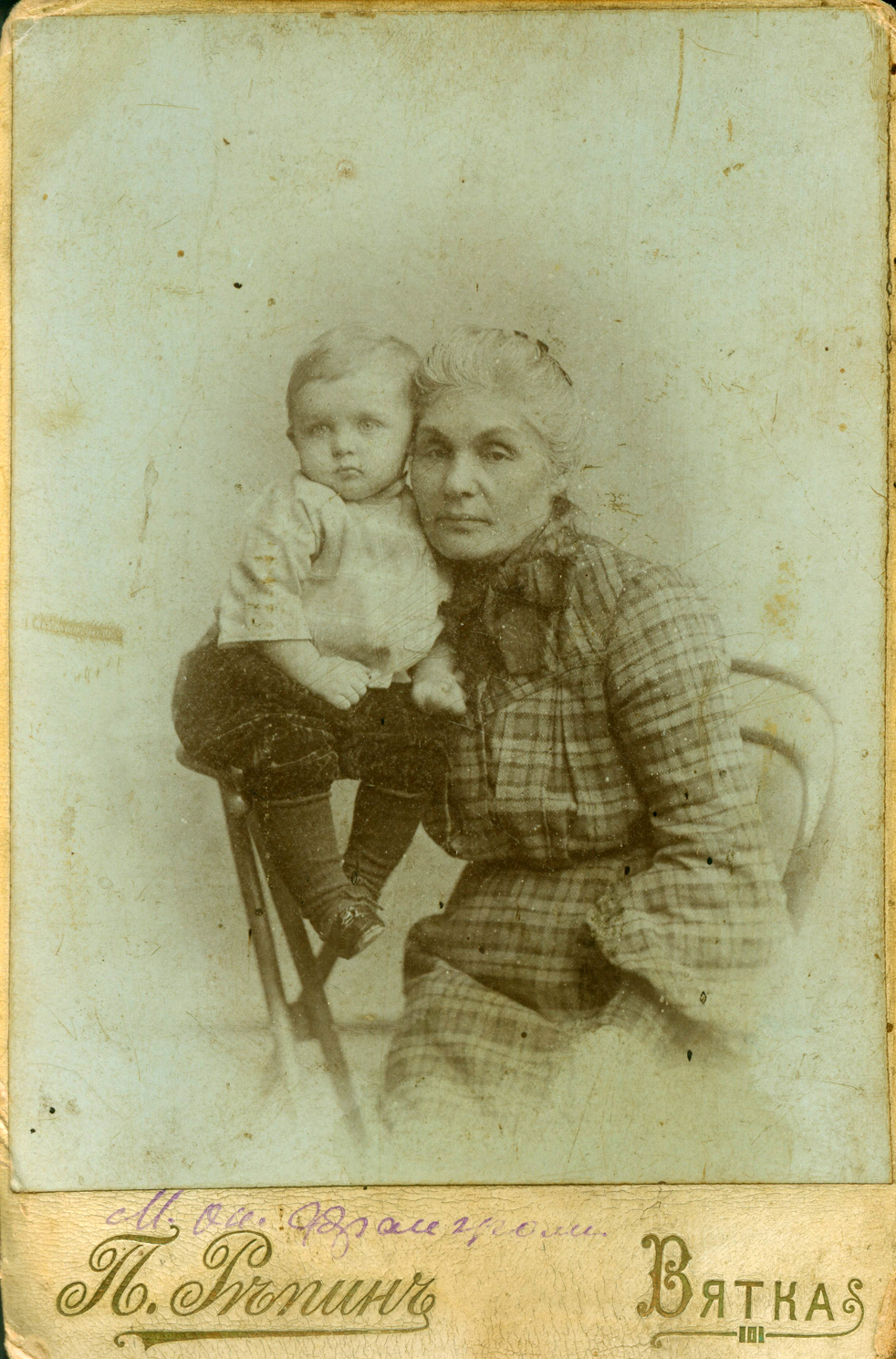
Мария Анисимовна Франжоли с внуком. Вятка. 1900-е гг. Фото П. П. Репина

Молодая семья под конвоем выехала из Одессы 8 сентября и 19 сентября 1879 г. прибыла в Вятку, где местная администрация определила ей место ссылки в уездном городе Котельнич, куда ссыльные прибыли 30 сентября. Журналист и писатель Семён Иванович Васюков, бывший народник, вспоминал о недолгом периоде пребывания семьи Франжоли в Котельниче: «Прислали из Херсона Франжоли с женой и детьми. Симпатичные южане немало бед натерпелись, но мало-помалу устроились в Котельниче не дурно».
В Котельниче Мария Анисимовна пыталась помогать своему мужу в поиске источника средств существования. Она рассчитывала преподавать местным учащимся словесность, но котельничское начальство категорически запретило ей преподавание. Полицейское управление объясняло свой запрет достаточным, по его мнению, доходом мужа и финансовой поддержкой, оказываемой ей родными. Ссыльным Франжоли от родных и знакомых поступали деньги, книги и письма. Во избежание недоразумений полиция Котельнича взяла с Марии Анисимовны подписку о запрещении ей учить детей. Словарь «Деятели революционного движения в России» сообщает, что в Котельниче Мария Анисимовна была подчинена надзору полиции (дело Департамента полиции, III, № 383 (1882)), но, в отличие от мужа, она была более свободна в своих перемещениях и пользовалась этим правом, чтобы навещать в городе Нолинск младшего брата мужа — Дмитрия Афанасьевича Франжоли, находившегося там в ссылке и крайне нуждавшегося в поддержке. С конца 1880 года Марии и Тимофею разрешают жить в Вятке. В это время супруги открывают собственную кондитерскую, и это обстоятельство сделало фамилию Франжоли на Вятке известной в наибольшей мере.

### Общественная деятельность и воспитание детей
Кондитерская приносила небольшой, но устойчивый доход большой семье Тимофея и Марии Франжоли, кроме этого, купив собственный дом с кондитерской фабрикой, хозяева занимались сдачей свободных помещений внаём, и это позволяло Франжоли помогать бывшим и вновь прибывающим ссыльным, малообеспеченным студентам, детям несостоятельных родителей, отправлять посылки с материальной помощью политическим ссыльным, находившимся в удалённых местах. Кондитерская и постоялый двор при Франжоли стали притягательным центром культурной жизни Вятки. Нередко здесь собирались люди оппозиционных взглядов и устраивали политические дебаты, о чём впоследствии составлялись полицейские рапорты. Об одной из таких встреч с вятским кондитером в гостинице Франжоли в 1894 году рассказал Максим Горький. Немалая роль в благотворительной и общественной деятельности семьи принадлежала самой Марии Анисимовне.

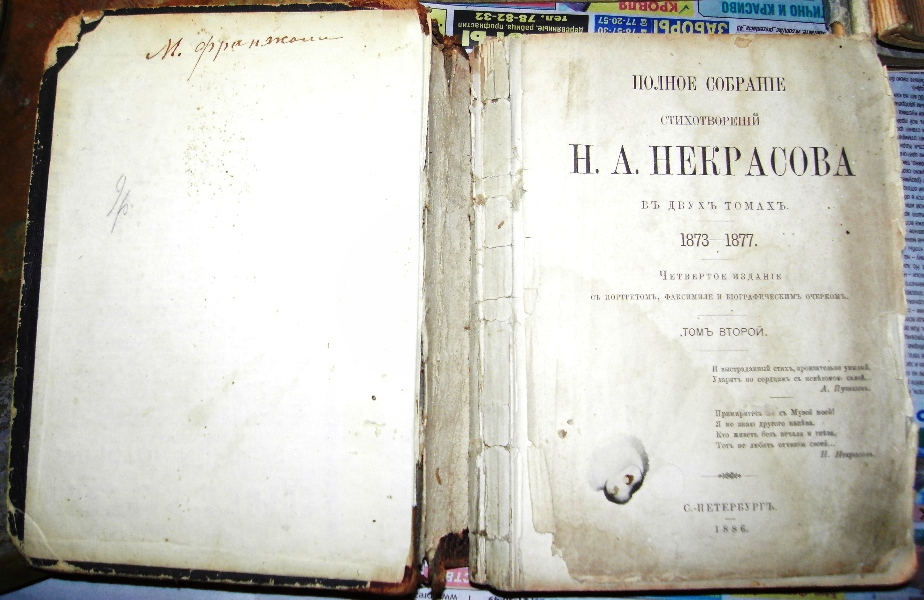
Двухтомник Некрасова из собрания Марии Франжоли

В счастливом браке у Тимофея и Марии родилось много детей, историк Р. С. Шиляева насчитывает их тринадцать, но выживших было шесть: наследник кондитерского производства Николай, Владимир — будущий редактор местной либеральной газеты «Вятская речь», близкий по взглядам к РСДРП, Нина — революционер, также социал-демократ, Надежда, Виктор — эсер, Людмила — будущая актриса. Накануне Нового 1911 года (по юлианскому календарю — 27 декабря 1910 года) Мария Анисимовна умерла от рака печени и была похоронена на Богословском кладбище Вятки. Вятский кондитер и бывший гласный думы, ремесленный голова г. Вятки, оставшись вдовцом, женился повторно через три года после смерти первой супруги, но через полгода после брака с молодой невестой скончался.
Сохранились книги из библиотеки бывшей учительницы словесности, в частности, двухтомник четвёртого издания «Полного собрания стихотворений»
Н. А. Некрасова 1886 года с владельческой подписью М. А. Франжоли.